# Aleksandr D'jačenko (canoista)
Aleksandr Igorevič D'jačenko (in russo Александр Игоревич Дьяченко?; Roudny, 24 gennaio 1990) è un canoista russo.

## Palmarès

### Olimpiadi
- 1 medaglia:
  - 1 oro (Londra 2012 nel K2 200 metri)

### Mondiali
- 6 medaglie:
  - 1 oro (Duisburg 2013 nel K2 200 metri)
  - 3 argenti (Szeged 2011 nel K1 4x200 metri; Duisburg 2013 nel K1 4x200 metri; Milano 2015 nel K2 200 metri)
  - 2 bronzi (Dartmouth 2009 nel K4 200 metri; Poznań 2010 nel K1 4x200 metri)

### Europei
- 3 medaglie:
  - 1 oro (Montemor-o-Velho 2013 nel K2 200 metri)
  - 2 argenti (Brandenburg 2014 nel K2 200 metri; Plovdiv 2017 nel K2 200 metri)

### Universiadi
- 1 medaglia:
  - 1 oro (Kazan 2013 nel K2 200 metri)